# 原発性免疫不全症候群
原発性免疫不全症候群（げんぱつせいめんえきふぜんしょうこうぐん）とは、先天的な要因により免疫系の構成要素が欠けているまたはうまく機能しないため、免疫系が正常に働かない疾患の総称である。指定難病の65番となっている。

## 概要
感染症や膠原病、悪性疾患などに伴うものや、悪性腫瘍の化学療法や免疫抑制剤、ステロイドの投与などに伴う免疫不全状態は続発性（または症候性）免疫不全として区別する。
別名、先天性免疫不全症（せんてんせいめんえきふぜんしょう）ともいうが、対義語として｢後天性免疫不全症｣なる用語は通常用いない（ヒト免疫不全ウイルス感染によるもののみを指す後天性免疫不全症候群と紛らわしいため）。
症候群とされる通り、原発性免疫不全症候群に含まれる疾患には、様々な原因、病態のものが含まれる。｢原発性免疫不全症候群｣の名前自体はいわゆる｢病名｣ではなく、多数の疾患が含まれる｢カテゴリー｣として理解すべきである。
遺伝性血管性浮腫（HAE）もこの症候群に含まれる。

## 分類
免疫不全症候群は、免疫不全の機序によりいくつかのカテゴリーに分類することができる。
以下では、WHOによる分類を元に、各々のカテゴリーの概要について説明する。

### 複合免疫不全症
T細胞の数または機能の異常により、細胞性免疫の不全を主体とする免疫不全を呈する疾患。T細胞機能不全があれば、B細胞による適切な抗体産生も行われなくなるため、液性免疫の不全も合併する。
症状としては、細菌、真菌、ウイルスのいずれにも易感染性（感染しやすい）を示す。

### 抗体産生不全症
免疫グロブリンの低値を示す疾患で、抗体産生の異常により易感染性を示す。化膿性細菌への易感染性が著しく、中耳炎や肺炎、膿痂疹などを反復する。一方で、ウイルス感染には比較的強い。

### 明確に定義された免疫不全症
特徴的な症状・検査所見および発症機序などから、明確に定義された症候群。細胞性免疫、液性免疫、自然免疫に種々の程度の異常を持つ。免疫系以外の異常、症状を合併するものもある。

### 補体不全症
補体の欠損のため、様々な程度の免疫異常を呈する。特定の細菌への易感染性を示すものの他、自己免疫疾患を合併するものもある。

### 食細胞機能不全症
好中球をはじめとした、食細胞の数または機能の異常により、主に細菌に対する易感染性を示す疾患。

## 代表的疾患
上記の分類に基づいて、代表的な疾患を簡単に説明する。

### 複合免疫不全症
- 重症複合型免疫不全症Severe combined Immunodeficiency:SCID)
T細胞の欠損かつB細胞の欠損または機能異常による、液性・細胞性免疫能の（ほぼ完全な）欠如である。生後数週間以内から認められる反復感染、下痢、成長障害、細菌・真菌・ウイルスすべての病原体に対する易感染性を示す。造血幹細胞移植が行われなければ、乳児期に死亡する重篤な疾患である。
- 重症複合型免疫不全症の例
  - アデノシンデアミネース欠損症
アデノシンデアミネースという酵素の欠損のため、T細胞、B細胞、NK細胞のすべてが欠損する。責任遺伝子は第20染色体にあり、遺伝形式は常染色体劣性遺伝。
  - X連鎖型SCID
B細胞は存在するものの機能不全であり、T細胞、NK細胞は欠損する病型。責任遺伝子はX染色体上にあり、遺伝形式は伴性劣性遺伝。
  - JAK3欠損症
B細胞機能不全、T細胞、NK細胞欠損。責任遺伝子は第19染色体。常染色体劣性遺伝。
  - RAG欠損症
T細胞、B細胞欠損、NK細胞は存在する。責任遺伝子は第11染色体上にあり、 常染色体劣性遺伝。

### 抗体産生不全症
- X連鎖性無ガンマグロブリン血症(X-lnked agammaglobulinemia:XLA)
ブルトン型チロシンキナーゼという酵素の欠損により、pre-B細胞からの分化異常を来たすため、すべてのクラスの免疫グロブリンの産生がほとんど行われない。責任遺伝子はX染色体上にあるBTKであり[1]、伴性劣性遺伝する。細菌への著しい易感染性を示し[2]、免疫グロブリン製剤（血液製剤）の定期的な投与を必要とする。男性に多い[3]。
- IgGサブクラス欠損症
IgGはIgG1からIgG4までの4つのサブクラスからなるが、そのうち一部のサブクラスが欠損するもの。重症度は様々だが、IgG2欠損症ではインフルエンザ菌や肺炎球菌に対して易感染性を示すため、中耳炎や肺炎の反復、細菌性髄膜炎の罹患などを呈する。

### 明確に定義された免疫不全症
- ディジョージ症候群
胸腺低形成による細胞性免疫能の低下であり、真菌、ウイルスなどの反復性感染をおこす。一部は22番染色体長腕の部分欠損によって発症し、副甲状腺欠損によるテタニー、心血管系や食道の奇形、顔貌の異常や口唇あるいは口蓋裂などを合併することがある（22q11.2欠失症候群）。22q11.2欠失症候群に伴うものは、常染色体優性遺伝する。
- 毛細血管拡張性運動失調症(Ataxia teleangiectasia)
ATM遺伝子異常に起因する細胞性免疫能の低下とIgA低値が特徴で3歳ごろから中耳炎、副鼻腔炎、肺炎の反復をおこす。小脳失調、毛細血管の拡張もおこる。
- ウイスコット・アルドリッチ症候群 (Wiskott–Aldrich syndrome)
WASP遺伝子異常に起因する特異抗原に対するT細胞の反応性低下とIgM低値が特徴であり、新生児期から出現する出血傾向、乳児期から顕著になるアトピー性皮膚炎による慢性湿疹と易感染性、悪性腫瘍の合併がある。細菌感染のみならずウイルス感染も重症化する。遺伝形式は伴性劣性遺伝。

### 補体不全症
- 補体C1q欠損症、補体C1r/C1s欠損症、選択的補体C1s欠損症、補体C2欠損症、補体C3欠損症、補体C4欠損症
いずれも非常に稀な疾患である。繰り返す細菌感染症と、免疫複合体病（全身性エリテマトーデス(SLE)に類似しており、SLE-like syndromeと呼ばれる）を特徴とする。選択的補体C1r欠損症は症例が報告されていない。
- 補体C5-C9欠損症
いずれも稀な疾患である。ナイセリア属細菌（髄膜炎菌、淋菌など）に対する易感染性（感染しやすい）、重篤化（感染したときの症状が重い）を示す。C1-C4欠損症よりは軽症である。

### 食細胞機能不全症
- 慢性肉芽腫症 (Chronic granulomatous disease:CGD)
好中球の貪食能は正常であるが、活性酸素産生能が低いため、貪食した細菌を殺菌することができない。細菌のうち、カタラーゼ産生能を持つ細菌に対して易感染性を示す。特に肛門周囲膿瘍や化膿性リンパ節炎をおこす。治療はST合剤およびイトラコナゾールの予防内服やインターフェロン-γの投与などを行うが、根治療法としては造血幹細胞移植が必要である。また、CGDの原因・発症機序としていくつかの遺伝子異常が知られているが、その中には遺伝子治療が試みられているものもある。遺伝形式は遺伝子異常の種類によって様々である。
- チェディアック・ヒガシ症候群
CHS遺伝子異常による好中球の粘着能、遊走能、殺菌能の障害である。細菌感染の反復、眼、皮膚の部分的白子症、赤い虹彩が特徴である。
- コストマン症候群 (Kostmann syndrome, Severe congenital neutropenia:SCN)
CGDとは異なり、好中球が完全に欠損する疾患。

### 先天性または遺伝性疾患に伴う免疫不全症など
- 高IgE症候群など